# Museu Nacional d'Art de l'Azerbaidjan
El Museu Nacional d'Art de l'Azerbaidjan (en àzeri: Azərbaycan Milli İncəsənət Muzeyi) és un museu de belles arts situat a la capital de l'Azerbaidjan, de Bakú. És un dels principals museus d'art de l'Azerbaidjan. El museu fou inaugurat el 1920. L'edifici està ubicat en un palau neoclàssic, que data del 1885. El museu compta amb 60 sales d'exposició on s'allotgen la col·lecció permanent i les exposicions temporals.

## Col·lecció
El Museu Nacional d'Art de l'Azerbaidjan té una àmplia i variada col·lecció de pintures, dibuixos, escultura i arts menors o decoratives. Encara que se centra en l'art azerbaidjanès, conserva obres d'artistes europeus i asiàtics molt destacats. Les col·leccions d'art abasten des del segle XV fins al xx.
El museu conté uns 15.000 objectes, amb 12.000 objectes emmagatzemats i té més de 3.000 objectes en la seva exposició permanent. El museu organitza periòdicament exposicions temporals. L'apartat més gran està dedicat als pintors més famosos de l'Azerbaidjan. També conté les pintures de l'avantguardisme azerbaidjanès. L'apartat més conegut és el d'Europa entre els segles xvi i xix, amb pintura, escultura i arts menors o decorativa.
Conté una col·lecció important d'obres d'art oriental, especialment l'art persa, turc, xinès i japonès. La col·lecció inclou entre les seves peces una enorme quantitat de laca miniatura, llibres en miniatura, icones, esmalts cloisoné, ceràmica i culleres. La col·lecció del museu, però, continua creixent. Des dels seus inicis, el museu ha constituït una col·lecció important a partir de compres i donacions d'obres d'art. El museu realitza també altres funcions com són les d'estudi, conservació i restauració d'obres d'art.

## Obres destacades
Entre els pintors representats es troben:

### Pintors azerbaidjanesos
- Mir Mohsun Navvab
- Bahruz Kangarli
- Tair Salakhov
- Azim Azimzade
- Salam Salamzade
- Vidadi Narimanbekov
- Mikail Abdullaev
- Togrul Narimanbekov

### Pintors estrangers

#### Escola italiana
- Guercino
- Leandro Bassano
- Francesco Solimena
- Lorenzo Bartolini

#### Escola francesa
- Jules Dupré
- Gaspard Dughet
- Pascal Dagnan-Bouveret
- Jean-Joseph Benjamin-Constant

#### Escoles flamenca i holandesa
- Frans Hals
- Michiel Jansz. van Mierevelt
- Adriaen Brouwer
- Adriaen van Ostade
- Justus Sustermans
- Pieter Claesz

#### Escola alemany
- Johann Heinrich Roos
- Fritz August Kaulbach

#### Escola polonesa
- Jan Styka

#### Escola russa
- Karl Briullov
- Aleksei Venetsiánov
- Vassili Veresxaguin
- Isaak Levitan
- Vladímir Makovski
- Valentín Serov
- Vladímir Borovikovski
- Vassili Tropinin
- Konstantín Korovin
- Ivan Sxisxkin